# Autostrada A9 (Chorwacja)
Autostrada A9 (chorw. Autocesta A9) – budowana autostrada w Chorwacji, łącząca miasto Pula na półwyspie Istria z przejściem na granicy ze Słowenią w miejscowości Kaštel. Status dwujezdniowej autostrady posiada 23-kilometrowy odcinek z Puli do węzła Kanfanar. 14 czerwca 2011 oddano do użytku drugą, wschodnią nitkę na odcinku Kanafar - Plovanija i również ten odcinek uzyskał status płatnej autostrady. Została zniesiona oddzielna opłata za przejazd mostem nad rzeką Mirna - włączono ją w opłatę autostradową.